# Glacier Borchgrevink
Pour les articles homonymes, voir Borchgrevink.
Le glacier Borchgrevink est un glacier de la chaîne Victory, en Terre Victoria, Antarctique. Sa langue de glace est rejointe par celle du glacier Mariner.
Le nom du glacier provient de l'explorateur polaire Carsten Borchgrevink.